# Паратриатлон
Паратриатлон је варијанта триатлона за спортисте са инвалидитетом. Спортом управља Светски триатлон (ТРИ; раније познат као Међународна триатлонска унија или ИТУ), а први пут је одржан као параолимпијски догађај на Летњим параолимпијским играма 2016. у Рио де Жанеиру, Бразил.
На спортским дисциплинама које је одобрио Светски триатлон, спортисти се такмиче у паратриатлон спринт дистанци са 750 m пливања, 20 km бициклом користећи бицикл са ручним погоном, бицикле или тандем бицикле са водичем и трку на 5 km у инвалидским колицима или трчаљем. Спортисти се такмиче у девет спортских класа према природи својих физичких оштећења, са варијацијама традиционалне структуре догађаја сразмерно њиховом инвалидитету.
Сумирано паратриатлон на Летњим параолимпијским играма је спринтерска трка која се састоји од 750 m пливања, 20 km вожње бицикла и 5 km трчања.
На Играма Комонвелта 2018. паратриатлон је организован са спортистима из више категорија, са уведеним постепеним стартовима како би се обезбедила фер конкуренција између категорија.

## Класификација

### Систем класификације до 2014. године
До сезоне 2014. било је седам категорија:
- TRI 1 – Корисник у инвалидским колицима. Параплегичар, квадриплегичар и друга оштећења која спречавају употребу бицикла са педалама на ногама. Користите ручни бицикл на бициклистичкој бини и тркачка инвалидска колица на бини за трчање.Мултипла склероза
- TRI 2 – Тешко оштећење ноге које укључује изнад колена ампутацију. Користите конвенционални бицикл и трчите са протезом изнад колена или користећи штаке.
- TRI 3 – Лес Аутрес, укључујући спортисте са мултипла склерозом|, мишићном дистрофијом, церебралном парализом, двоструком ампутацијом ноге или парализом више удова. Користи се конвенционални бицикл или трицикл и трчи се са протезом за ноге или протезом.
- TRI 4 – Оштећења руку, укључујући парализу, ампутацију или друга оштећења једне или обе руке. Користите конвенционални бицикл и можете користити протезе, протезе или ремен за руку на бициклистичкој и/или тркачкој позорници.
- TRI 5 – Умерено оштећење ногу, укључујући ампутацију испод колена. Користи се конвенционални бицикл и може се трчати са протезом
- TRI 6a – Оштећење вида, потпуно слепило или може бити у стању да перципира светлост, али не препознај облик руке на било којој удаљености или правцу. Такмичи се са водичем истог пола и користи тандем бицикл.
- TRI 6b – Оштећење вида, оштрина мања од 6/60 или видно поље мање од 40 степени са корекцијом. Такмичи се са водичем истог пола и користи тандем бицикл.

### Систем класификације 2014–2016.
ИТУ је ревидирао систем класификације паратриатлона у припреми за деби овог спорта на Летњим параолимпијским играма 2016. ИТУ је формирала истраживачку групу за класификацију паратриатлона да би развила систем класификације заснован на доказима и специфичним за спорт, ослањајући се на рад у пливању, бициклизму и атлетици.
Резултат истраживања је нови систем класификације који је примењен током сезоне 2014. године. Класификација је подељена у пет разреда, ПТ1 до ПТ4 је био за спортисте са различитим сметњама у кретању, са ПТ1 за најтеже и ПТ4 за најмање оштећене. ПТ5 је био за спортисте са оштећеним видом.
- PT1 – Спортисти са сметњама у кретању као што су снага мишића, недостатак удова, хипертонија, атаксија или атетоза који их чине неспособним да безбедно трче или педалирају бицикл. Морају имати оцену класификације до 640,0 поена. Спортисти морају да користе лежећи ручни бицикл током фазе вожње бицикла и тркачка инвалидска колица за фазу трчања трке.
- PT2 – Спортисти са сметњама у покретљивости као што су мишићна снага, недостатак удова, хипертонија, атаксија или атетоза који имају оцену класификације до 454,9 поена. Особе са ампутацијом могу користити одобрене протезе или помоћне уређаје током фаза трчања и вожње бицикла.
- PT3 – Спортисти са сметњама у кретању као што су мишићна снага, недостатак удова, хипертонија, атаксија или атетоза који имају оцену класификације од 455,0 до 494,9 поена. Спортисти могу користити одобрене протезе или помоћне уређаје током фаза трчања и бициклизма.
- PT4 – Спортисти са сметњама у покретљивости као што су мишићна снага, недостатак удова, хипертонија, атаксија или атетоза који имају оцену класификације од 495,0 до 557,0 поена. Спортисти могу користити одобрене протезе или помоћне уређаје током фаза трчања и бициклизма.
- PT5 – Спортисти са оштећењем вида. Сви квалификациони нивои оштећења вида, ИБСА/ИПЦ дефинисани под-класе Б1, Б2 и Б3, груписани су заједно у овој класификацији. Спортисти морају имати водича истог пола и националности током целе трке и користити тандем бицикл током бициклистичке етапе.

### Систем класификације од 2017. године
ИТУ је ревидирао систем класификације пара триатлона после летњих параолимпијских игара 2016.. Постоји девет спортских класа које се такмиче у шест дисциплина за медаље:
- PTWC1 – Већина инвалида корисника инвалидских колица. Спортисти морају да користе лежећи ручни бицикл на бициклистичкој стази и тркачка инвалидска колица на сегменту трчања; Укључује спортисте са упоредивим ограничењем активности и оштећењем, али није ограничено на: мишићну снагу, недостатак удова, хипертонију, атаксију или атетозу.
- PTWC2 – Најмање погођени корисници инвалидских колица. Спортисти морају да користе лежећи ручни бицикл на бициклистичкој стази и тркачка инвалидска колица на сегменту трчања; Укључује спортисте са упоредивим ограничењем активности и оштећењем, али није ограничено на: мишићну снагу, недостатак удова, хипертонију, атаксију или атетозу.
- PTS2 – Тешки инвалидитет. И у сегменту бициклизма и трчања, спортисти са ампутацијом могу користити одобрене протезе или друге потпорне уређаје. Укључује спортисте са упоредивим ограничењем активности и оштећењем, али не ограничавајући се на недостатак удова, хипертонију, атаксију и/или атетозу, оштећену снагу мишића или опсег покрета.
- PTS3 – Значајни инвалидитет. И у сегменту бициклизма и трчања, спортисти са ампутацијом могу користити одобрене протезе или друге потпорне уређаје. Укључује спортисте са упоредивим ограничењем активности и оштећењем, али не ограничавајући се на недостатак удова, хипертонију, атаксију и/или атетозу, оштећену снагу мишића или опсег покрета.
- PTS4 – Умерени инвалидитет. И у сегменту бициклизма и трчања, спортисти са ампутацијом могу користити одобрене протезе или друге потпорне уређаје. Укључује спортисте са упоредивим ограничењем активности и оштећењем, али не ограничавајући се на недостатак удова, хипертонију, атаксију и/или атетозу, оштећену снагу мишића или опсег покрета.
- PTS5 – Благи инвалидитет. И у сегменту бициклизма и трчања, спортисти са ампутацијом могу користити одобрене протезе или друге потпорне уређаје. Укључује спортисте са упоредивим ограничењем активности и оштећењем, али не ограничавајући се на недостатак удова, хипертонију, атаксију и/или атетозу, оштећену снагу мишића или опсег покрета.
- PTVI1 – Укључује спортисте који су потпуно слепи, од неперцепције светлости ни у једном оку, до неке перцепције светлости. Један водич је обавезан током целе трке. Мора се возити у тандему током сегмента бицикла. Водич исте националности и пола је обавезан током целе трке. Мора се возити у тандему током сегмента бицикла.
- PTVI2 – Укључује спортисте који су теже слабовиди спортисти. Један водич је обавезан током целе трке. Мора се возити у тандему током сегмента бицикла. Водич исте националности и пола је обавезан током целе трке. Мора се возити у тандему током сегмента бицикла.
- PTVI3 – Укључује спортисте који су мање озбиљни слабовиди спортисти. Један водич је обавезан током целе трке. Мора се возити у тандему током сегмента бицикла. Водич исте националности и пола је обавезан током целе трке. Мора се возити у тандему током сегмента бицикла.